# Cerinah Nebanda
Cerinah Nebanda (1988–2012) là thành viên của quốc hội Uganda, đại diện cho Khu vực bầu cử phụ nữ của quận Butaleja. Cái chết của cô ở tuổi 24, vào tháng 12 năm 2012, gây ra tranh cãi chính trị.

## Cái chết và điều tra sau đó
Báo cáo sau khi chết của một nhà hóa học chính phủ tuyên bố rằng cocaine, heroin, rượu và một số hóa chất khác được tìm thấy trong máu, đường ruột và mẫu mô của Nebanda. Tuy nhiên, tại tang lễ của Nebanda, Diễn giả Rebecca Kadaga đã từ chối báo cáo này. Tổng thống Uganda Yoweri Museveni phủ nhận rằng Phong trào Kháng chiến Quốc gia, đảng chính trị mà ông và cố Nebanda thuộc về, đã giết cô..
Tờ báo Observer đưa tin rằng một số thành viên quốc hội (nghị sĩ) ở Uganda    tin rằng Nebanda đã bị đầu độc, vì cô là một nhà phê bình chính trị, và nhà nước đã "bắt giữ bất cứ ai nghi ngờ tuyên truyền dòng đó". Trong số những người bị bắt có hai nghị sĩ, một trong số họ là Mohamed Nsereko.
Trước đó, tờ Daily Monitor đã đưa tin rằng một nhà nghiên cứu bệnh học gia đình của Nebanda đã yêu cầu kiểm tra các mẫu của cô đã bị bắt khi đang trên đường tiến hành các xét nghiệm ở Nam Phi.
Vào ngày 2 tháng 1 năm 2013, cảnh sát tuyên bố rằng họ đã mở một cuộc điều tra về cái chết của Nebanda và liên kết nó với cái mà họ gọi là "một tổ chức ma túy ma túy hoạt động ở một số quốc gia bao gồm cả Uganda, Pakistan và Nam Sudan". Vào ngày 4 tháng 1, bạn trai của Nebanda, Adam Suleiman Kalungi, đã bị bắt ở Kenya và bị dẫn độ về Uganda để bị cảnh sát thẩm vấn. Vào tháng 7 năm 2014, anh ta đã được tha bổng cho các cáo buộc hình sự xung quanh cái chết của cô.